# Lindsay Lawrence
Lindsay Lawrence es un deportista británico que compitió en taekwondo.
Ganó tres medallas en el Campeonato Mundial de Taekwondo entre los años 1979 y 1983, y dos medallas en el Campeonato Europeo de Taekwondo, en los años 1976 y 1980.

## Palmarés internacional
| Campeonato Mundial | Campeonato Mundial     | Campeonato Mundial | Campeonato Mundial |
| Año                | Lugar                  | Medalla            | Categoría          |
| ------------------ | ---------------------- | ------------------ | ------------------ |
| 1979               | Stuttgart (RFA)        | Medalla de plata   | –68 kg             |
| 1982               | Guayaquil (Ecuador)    | Medalla de bronce  | –68 kg             |
| 1983               | Copenhague (Dinamarca) | Medalla de plata   | –68 kg             |
| Campeonato Europeo |                        |                    |                    |
| Año                | Lugar                  | Medalla            | Categoría          |
| 1976               | Barcelona (España)     | Medalla de oro     | –68 kg             |
| 1980               | Copenhague (Dinamarca) | Medalla de oro     | –68 kg             |